# Collège catholique Père-Aupiais
Le collège catholique Père-Aupiais de Cotonou, au Bénin est un établissement d'enseignement secondaire privé à vocation confessionnelle. 

## Histoire
Fondé par l'archevêché catholique de Cotonou en 1948 sur un terrain de la zone résidentielle de Cadjehoun, il est à l'origine réservé aux garçons, pendant que le cours secondaire Notre-Dame des Apôtres l'est aux filles. Il prendra au fil des années qui suivent sa création de l'importance au point de devenir le collège qui a formé la majorité des élites intellectuelles masculines des années 1960-1970. À la suite du coup d'État du 26 octobre 1972 de Mathieu Kérékou et la nationalisation des biens de l'Église, le collège est rebaptisé Collège d'Enseignement Moyen Général Aupiais (CEMG Aupiais). Il a fallu attendre le retour à la démocratie pour que le 3 janvier 1991, le Collège revienne dans le giron de l'Église tout en demeurant laïc. D'abord logé dans l'enceinte de l'Église St-Michel de Cotonou la première année (1991), la première promotion (après le retour aux mains des laïcs) a rejoint les locaux situés à Cadjèhoun. Son directeur en 1991 était un ancien de l'école, Vigan Barnabé (Docteur en philosophie). Le Collège a créé en 1991 un journal du nom de La Petite Voie en l'honneur de Sainte Thérèse de l'Enfant Jésus, marraine de la promotion 1991. Sa devise d'alors (en latin) était Ora et labora (« Prie et travaille ») et ses couleurs emblématiques : le jaune et le vert.
Le collège fête en octobre 2008 son soixantième anniversaire.
Les Révérend pères Aimé-Frédéric Hounzandji et Jean Éric Tchibozo dirigent l'établissement entre 2006 et 2013.  
En 2008, est créé le Cycle Préparatoire Père-Aupiais (CPPA), la formation des 2 ans qui y est dispensée prépare bacheliers béninois à rentrer dans des écoles d'ingénieurs dites "partenaires". A l'heure actuelle 3 écoles sont en partenariat avec le Cycle Préparatoire Père-Aupiais, l'ESIGELEC (Rouen), l'EIGSI (La Rochelle), l'ESMT (Dakar).  
Le Révérend Père Thierry Gomez a dirigé le collège de 2013 à 2016. En juillet 2016, il est envoyé en mission d'étude. C'est ainsi que le Père Alfred Smith, alors Directeur Adjoint de la Direction Diocésaine de l'Enseignement Catholique de Cotonou, lui a succédé.